# 바덴군

바덴군의 위치

바덴군(독일어: Bezirk Baden)은 오스트리아 니더외스터라이히주에 위치한 군으로 행정 중심지는 바덴바이빈이며 면적은 753.64km2, 인구는 149,580명(2023년 기준), 인구 밀도는 198명/km2이다. 남쪽으로는 비너노이슈타트란트군, 서쪽으로는 릴리엔펠트군, 북서쪽으로는 장크트푈텐란트군, 북쪽으로는 뫼들링군, 북동쪽으로는 브루크안데어라이타군, 동쪽으로는 부르겐란트주 아이젠슈타트움게붕군과 접한다.

## 하위 행정 구역
5개 도시, 18개 시장도시, 7개 일반 시를 관할한다.
- 도시
  - 바트푀슬라우(Bad Vöslau)
  - 바덴바이빈(Baden bei Wien)
  - 베른도르프(Berndorf)
  - 에브라이히스도르프(Ebreichsdorf)
  - 트라이스키르헨(Traiskirchen)
- 시장도시
  - 알란트(Alland)
  - 알텐마르크트안데어트리스팅(Altenmarkt an der Triesting)
  - 엔체스펠트린다브룬(Enzesfeld-Lindabrunn)
  - 귄젤스도르프(Günselsdorf)
  - 헤른슈타인(Hernstein)
  - 히르텐베르크(Hirtenberg)
  - 코팅브룬(Kottingbrunn)
  - 레오버스도르프(Leobersdorf)
  - 오버발터스도르프(Oberwaltersdorf)
  - 파프슈테텐(Pfaffstätten)
  - 포텐도르프(Pottendorf)
  - 포텐슈타인(Pottenstein)
  - 라이젠베르크(Reisenberg)
  - 자이버스도르프(Seibersdorf)
  - 소스(Sooß)
  - 티스도르프(Teesdorf)
  - 트루마우(Trumau)
  - 바이센바흐안데어트리스팅(Weissenbach an der Triesting)
- 일반 시
  - 블루마우노이리스호프(Blumau-Neurißhof)
  - 푸르트안데어트리스팅(Furth an der Triesting)
  - 하일리겐크로이츠(Heiligenkreuz)
  - 클라우젠레오폴츠도르프(Klausen-Leopoldsdorf)
  - 미테른도르프안데어피샤(Mitterndorf an der Fischa)
  - 쇠나우안데어트리스팅(Schönau an der Triesting)
  - 타텐도르프(Tattendorf)